# Raoul Caudron
Raoul Caudron (Paris, 7 de dezembro de 1883 — Saint-Étienne, 1 de junho de 1958) foi um treinador de futebol francês. Ele dirigiu a França na Copa do Mundo de 1930, sediada no Uruguai.